# Paul Wiedmer
Paul Wiedmer (* 1. Februar 1947 in Burgdorf, Schweiz) ist ein Schweizer Bildhauer.

## Leben und Wirken
Paul Wiedmer absolvierte von 1963 bis 1966 eine Lehre als Schlosser in Burgdorf. Von 1967 bis 1973 war er Schüler bei Bernhard Luginbühl sowie Assistent bei Jean Tinguely und Niki de Saint Phalle. 1969 begann seine Mitwirkung an der Gemeinschaftsplastik Monstre de Milly (mit u. a. Tinguely, Luginbühl, Saint Phalle und Daniel Spoerri) bei Milly-la-Forêt in Frankreich. 1970 richtete er ein eigenes Atelier in Burgdorf ein und begann 1973, als freischaffender Künstler zu arbeiten. 1973 und 1974 hatte er Arbeitsaufenthalte in den USA.
1975 entstanden seine ersten Eisen-Skulpturen, die er oft mit kinetischen Feuereffekten kombinierte. Wiedmer war 1980 Mitgründer des Burgdorfer Bildhauer Symposions. 1981/1982 war er Mitglied am Istituto Svizzero di Roma in Rom und arbeitete 1982 in einem eigenen Atelier in der Nähe von Rom. 1989/1990 war er zu einem Arbeitsaufenthalt im österreichischen Lilienfeld und 1991 im chinesischen Peking, wo er im Hof der Schweizerischen Botschaft das Peking-Feuer kreierte.
1997 gründete Wiedmer den Skulpturengarten La Serpara, der in Italien nahe Orvieto bei Civitella d’Agliano gelegen ist. Der Garten wird jährlich durch Aufstellung weiterer Skulpturen ergänzt und enthält mittlerweile zahlreiche eigene Werke sowie weiterer namhafter Künstlern.
Von 1998 bis 2002 war Wiedmer künstlerischer Leiter des Projektes Artcanal. 1999 übernahm er eine Gastprofessur an der Svenska Yrkeshögskolan in Nykarleby in Finnland und arbeitete dort 2000 als Artist in Residence. 2002 war er zu einem Arbeitsaufenthalt in Seoul in Südkorea und erhielt im gleichen Jahr ein Stipendium des ETANENO, dem „Museum und Atelier im Busch“ in Otjiwarongo in Namibia. 2003 wirkte er bei den Bench Marking Projects in Seoul mit. Von 2005 bis 2007 war er künstlerischer Leiter des Artcanal-Nachfolgeprojekts Fluid Artcanal International, einem internationalen Kooperationsprojekt, bei dem Künstler ihre Installation auf Flößen in einem Kanal oder Fluss präsentierten.
Seine Arbeiten stehen in der Tradition der europäischen Eisenskulptur und sind konzeptuell durch das Leitmotiv des Feuers geprägt. Er begann mit „Feuerhörnern“ und „Feuerbüschen“, wo die züngelnde Flamme das Eisen umspielt. Später orientierte er seine Skulpturen stärker an geometrischen Formen, wie in seiner Reihe Roma di Nero und in seinen Stelen, bei denen er neben Metall auch mit vulkanischem Gestein arbeitete. Wiedmer schuf auch architektonische Skulpturen, wie zum Beispiel Brücken und eiserne Tempel.
Paul Wiedmer lebt und arbeitet in Civitella d’Agliano und in Burgdorf.

## Einzelausstellungen (Auswahl)
- 2009: Feuer und Eisen, Museum Tinguely, Basel (Schweiz)
- 2005: Feuerskulpturen, Galerie Roland Aphold, Allschwil (Schweiz)
- 2005: Skulpturen und Installationen, Kunsthaus Grenchen, Grenchen (Schweiz)
- 2004: ZeitZeichen, Städtische Galerie, Franziskaner Museum, Villingen-Schwenningen (Deutschland)
- 2003: Skulpt-Uhren, Internationales Uhrenmuseum und Kunstmuseum, La Chaux-de-Fonds (Schweiz)
- 2000: Feuerskulpturen, Pohajnmaan Museo, Vaasa (Finnland)

## Werke in öffentlichem Raum (Auswahl)
- Burgdorf, Hochschule für Technik und Architektur, Feuerskulptur, 1975
- Burgdorf, Verbindungstreppe Unterstadt/Oberstadt, Längi Schtäge, 2003
- Civitella d’Agliano, Skulpturengarten La Serpara, 1997
- Otjiwarongo, ETANENO, Namibia, Forum für Neue Kunst, Safarifeuer, 2002
- Seggiano, Fondazione Il giardino di Daniel Spoerri, Feuerdrachen, 1998
- Seoul, Namsan & Peace Park, Bench Marking, 2003
- Thun, Untersuchungsgefängnis, Zukunft, 2001
- Solothurn, Touringhaus, Bomarzo Feuerskulptur, 1996
- Wabern, Stiftung Bächtelen, Lauf der Zeit, 1994